# Hiérarchie des normes

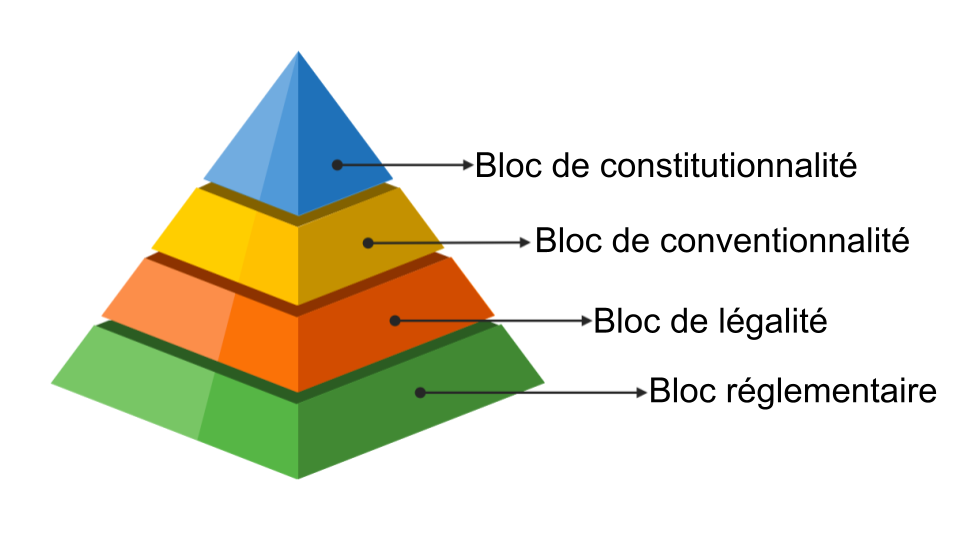
La pyramide de Kelsen permet de visualiser la hiérarchie des normes.

La hiérarchie des normes est une vision synthétique du droit mise au point par Hans Kelsen (1881-1973). Cette conception est au cœur de la définition de l'État de droit par ce dernier mais il existe d'autres théorisations de l’État de droit. Il s'agit d'une vision hiérarchique des normes juridiques. Cette hiérarchie ne prend tout son sens que si son respect est contrôlé par un juge. Hans Kelsen représente cette hiérarchie sous la forme d'une pyramide au sommet de laquelle se trouve la constitution. Il existe deux types de contrôle de ces normes juridiques : le contrôle par voie d'exception et le contrôle par voie d'action.

## Description
La notion de hiérarchie des normes a d'abord été formulée par le théoricien du droit Hans Kelsen (1881-1973), auteur de la Théorie pure du droit, fondateur du positivisme juridique, qui tentait de fonder le droit sans faire appel à la morale et au jusnaturalisme, ceci afin d'élaborer une science véritable du droit (donc axiologiquement neutre, c'est-à-dire indépendante des présupposés subjectifs et des préjugés moraux de chacun). Selon Kelsen, toute norme juridique reçoit sa validité de sa conformité à une norme supérieure, formant ainsi un ordre hiérarchisé. Plus elles sont importantes, moins les normes sont nombreuses : la superposition des normes (circulaires, règlements, lois, Constitution) acquiert ainsi une forme pyramidale, ce qui explique pourquoi cette théorie est appelée pyramide des normes.
Cet ordre est dit « statique » car les normes inférieures doivent respecter les normes supérieures, mais il est également « dynamique » car une norme peut être modifiée en suivant les règles édictées par la norme qui lui est supérieure. La norme placée au sommet de la pyramide étant, dans de nombreux systèmes juridiques, la Constitution. Puisque la Constitution elle-même ne pouvait recevoir son caractère obligatoire que d'une norme supérieure, et qu'une telle norme n'existait pas, Kelsen faisait intervenir le concept de « norme fondamentale », qui consiste principalement en un présupposé méthodologique nécessaire afin de donner un caractère cohérent à la théorie du droit.
Cette théorie de la hiérarchie des normes ne peut s'appliquer que pour les Constitutions dites « rigides ». Dans un État à Constitution « souple », la Constitution est généralement élaborée, votée, et révisable par l'organe législatif habituel, de la même façon qu'une loi ordinaire. De ce fait, ces deux normes ont une valeur juridique identique et la loi n'est donc pas inférieure à la Constitution. À l'inverse, dans un État à constitution « rigide », la Constitution est élaborée et/ou votée par un organe spécialisé (gouvernement, groupe de travail), voire adoptée par référendum. Sa procédure de révision fait également intervenir un organe spécial et/ou le peuple, qui dispose du pouvoir constituant dérivé. C'est pourquoi elle a une force juridique particulière, supérieure aux autres normes, qui devront dès lors la respecter.
Plusieurs théoriciens de la hiérarchie des normes placent un bloc supplémentaire au-dessus du bloc de constitutionnalité : pour les athées et les laïcs ce bloc est dénommé « Droit naturel », tandis que pour les croyants ou les religieux il s'agit du « Droit divin » [réf. souhaitée].
Plusieurs savants et juristes critiquent la notion de hiérarchie ou de pyramide pour les normes. Avec les exemples concernant le droit mou, les contrôles de constitutionnalités durant l'élaboration des lois, la jurisprudence, le statut des autorités administratives indépendantes, le droit européen et international, le conflit des sources… Il est constaté des ramifications complexes sur les sources juridiques qui rendent le modèle inadapté à l'égard du droit positif,,.

## Différentes formes de contrôle
Le contrôle de ces normes peut prendre plusieurs formes :

### Contrôle par voie d'exception
Il est effectué par les juges ordinaires. La question de l'inconstitutionnalité d'une norme juridique sera soulevée lors d'un litige précis, et étudiée, à cette occasion uniquement. Dans ce cas de figure, si le juge estime que la norme contrôlée est inconstitutionnelle, il ne l'appliquera pas. Cependant elle ne sera pas annulée et la jurisprudence ainsi créée pourrait ne pas être suivie par d'autres Cours, à moins qu'elle n'émane de la juridiction suprême. Ce type de contrôle est utilisé par exemple dans le système judiciaire fédéral américain.

### Contrôle par voie d'action
Il fait intervenir un organe spécifique qui, en déclarant inconstitutionnelle la norme en question, empêche son entrée en vigueur.

#### En France
C'est le type de contrôle utilisé en France, avec la création en 1958 du Conseil constitutionnel qui peut censurer la loi soumise soit totalement, soit partiellement, ou alors la déclarer constitutionnelle sous réserve. La censure n'est possible qu'à la condition que la loi n'ait pas encore été promulguée. Avant la création du Conseil constitutionnel, la constitution n'était la norme suprême que de façon théorique, puisque le juge administratif ne pouvait se permettre de juger de la constitutionnalité d'une loi (arrêt Arrighi de 1936 du Conseil d'État qui fonde la théorie de la « loi-écran »).
La révision constitutionnelle du 23 juillet 2008 instaure, en plus du contrôle a priori, un contrôle de constitutionnalité a posteriori par le biais du mécanisme de question prioritaire de constitutionnalité (QPC). La question relative à la constitutionnalité d'une loi peut être posée devant tout juge. Elle est alors immédiatement transmise au Conseil d'État (pour les juridictions relevant de l'ordre administratif) ou à la Cour de cassation (pour les juridictions relevant de l'ordre judiciaire) et l'instance est suspendue. Les deux juridictions suprêmes font office de filtre et transmettent les questions jugées recevables au Conseil constitutionnel. Il n'est pas question ici, d'un contrôle par voie d'exception mais bien par voie préjudicielle.[réf. nécessaire]
Outre le fait que le Conseil constitutionnel ne peut écarter une loi qu'avant sa promulgation, le juge constitutionnel se refuse aujourd'hui, de fait, à contrôler la constitutionnalité d'une loi adoptée par référendum (loi référendaire), invoquant le respect de la souveraineté populaire. Toutefois, il devra vérifier la conformité à la Constitution de la proposition de loi soumise au référendum d'initiative parlementaro-populaire instauré en juillet 2008 par le nouvel article 11 (en vigueur depuis le 1er janvier 2015[réf. nécessaire]), avant le début du recueil des soutiens des électeurs.
Enfin, le contrôle par voie d'action est le seul possible de la constitutionnalité d'une loi, la jurisprudence Arrighi n'ayant jamais fait l'objet d'un revirement [réf. souhaitée]. Enfin, il a fallu attendre jusqu'en 1989 (CE, 1989, arrêt Nicolo) pour que le Conseil d'État (CE) accepte la suprématie absolue des normes européennes sur les lois postérieures (tandis que la Cour de cassation l'acceptait depuis l'arrêt Jacques Vabre du 24 mai 1975).

## Application suivant les pays

### France
Avant la constitution de 1958, malgré la supériorité théorique de la constitution et des traités internationaux sur la loi, le législateur demeurait souverain. Jusque-là, aucune juridiction n'était en mesure de rendre tangible la valeur supra-législative de ces deux types de normes. Mais depuis 1958, la supériorité effective de la constitution sur la loi est assurée par le Conseil constitutionnel qui est chargé de vérifier le respect, par le législateur, des règles posées dans la norme fondamentale.

#### Schéma en droit français

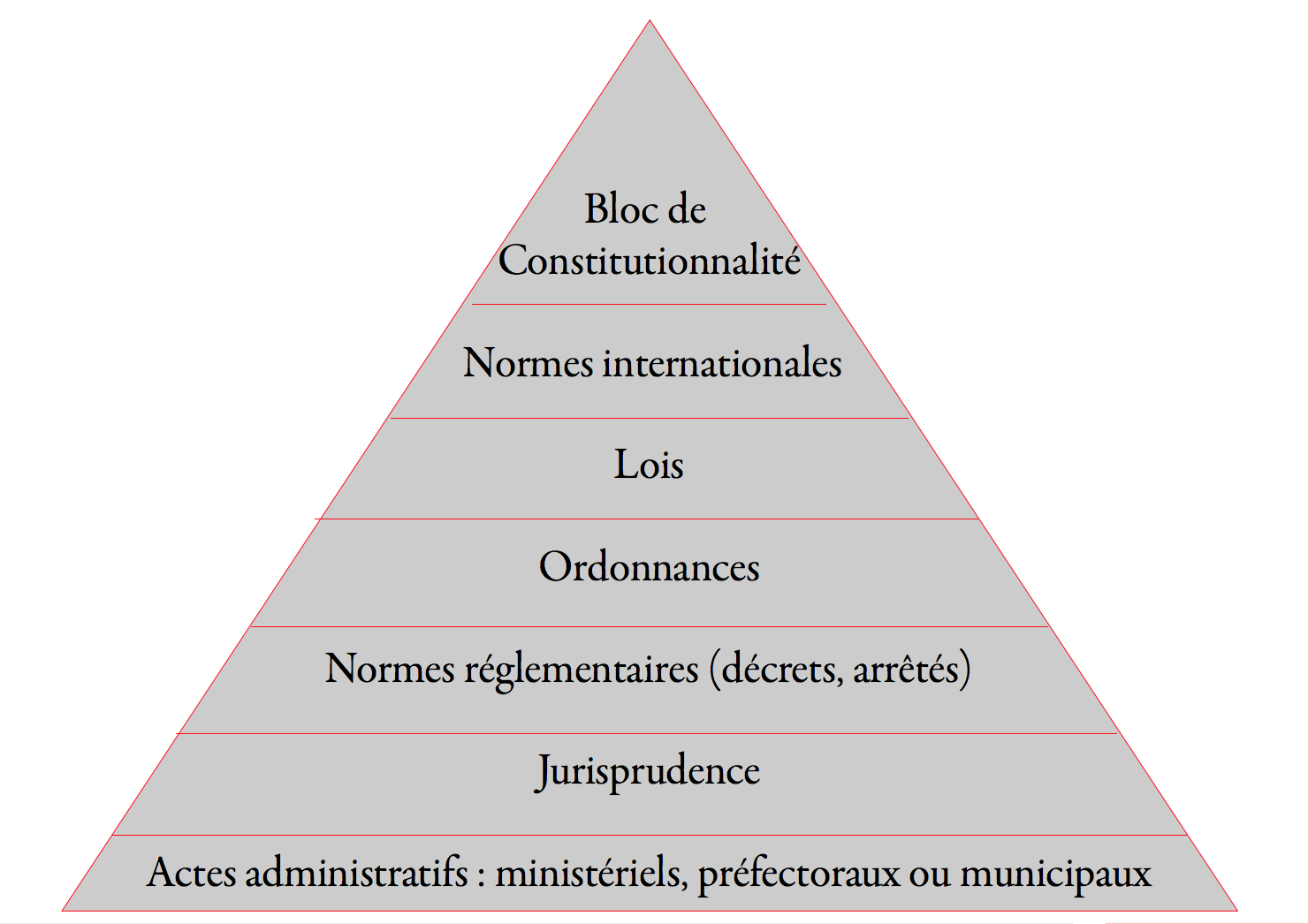
Pyramide des normes en droit français.

##### Bloc de constitutionnalité
Au sens strict, il inclut la Constitution de 1958, le préambule de 1946, la Déclaration des Droits de l'Homme et du Citoyen de 1789, la Charte de l'environnement (depuis le 1er mars 2005), les principes fondamentaux reconnus par les lois de la République (mentionnés, pour la première fois, par la décision Liberté d'association du 16 juillet 1971), ainsi que les Objectifs de valeur constitutionnelle (cas de conflits de normes qui donnent une assise constitutionnelle à une loi pour pouvoir la concilier avec une disposition constitutionnelle), et enfin les Principes de valeur constitutionnelle. Ces derniers sont vivement critiqués par la doctrine, car ils sont une œuvre purement prétorienne, et surtout ne trouvent aucune assise dans un texte constitutionnel.[réf. nécessaire]
Au sens large, le bloc de constitutionnalité comprend les normes de valeur constitutionnelles précitées, les lois organiques, et les principes dégagés par l'Accord de Nouméa de 1998. D'un point de vue juridique[pas clair] il ne serait pas surprenant d'y inclure les règlements intérieurs des assemblées (Assemblée Nationale, Sénat, Congrès), mais le Conseil Constitutionnel s'est jusqu'à présent refusé à le faire.
Le terme de « bloc de constitutionnalité » a été utilisé par le doyen Louis Favoreu de la faculté d'Aix-en-Provence. Cette expression traduit le fait que l'ensemble des normes précitées sont théoriquement de même niveau dans la hiérarchie des normes, à savoir de niveau constitutionnel. Cette construction a été critiquée notamment par Georges Vedel, qui appelle le Conseil Constitutionnel à appliquer « toute la Constitution, rien que la Constitution ».[réf. souhaitée] Mais le Conseil lui-même a renvoyé à la Déclaration des droits de l'homme et du citoyen de 1789 auquel la Constitution renvoie indirectement.

##### Bloc de conventionnalité
Il est constitué du droit international, c'est-à-dire des traités et conventions internationales à l'exclusion de la coutume (CE, 6 juin 1997, Aquarone), mais aussi (pour la France comme pour tous les États membres de l'Union européenne) du droit communautaire, c'est-à-dire les traités et le droit dérivé, directives et règlements.
Il existe en France un projet de dématérialisation de la production normative, mais son périmètre, défini en 2005, ne concerne que les lois et décrets, sans inclure le circuit des directives européennes, ce qui en limite la portée.

#### Hiérarchie des normes et droit communautaire
Un important débat doctrinal a lieu actuellement quant à la place dans la hiérarchie des normes du droit communautaire en droit français.
En effet, une décision du conseil constitutionnel du 10 juin 2004 Loi pour la confiance dans l'économie numérique a estimé que « la transposition en droit interne d'une directive communautaire résulte d'une exigence constitutionnelle à laquelle il ne pourrait être fait obstacle qu'en raison d'une disposition expresse contraire de la Constitution ».
Cette place dans la hiérarchie des normes soulève d'importants débats, qui ne pourront être tranchés qu'au regard de la jurisprudence ultérieure ainsi que de l'évolution future du droit européen.
Actuellement, la jurisprudence accorde une valeur supérieure de la constitution sur le droit international dans l'ordre interne français : l'arrêt du Conseil d'État d'Assemblée du 30 octobre 1998 Sarran, Levacher et autres a par ailleurs rappelé ce principe : « la suprématie conférée par l'article 55 aux engagements internationaux ne s'applique pas dans l'ordre interne aux dispositions de nature constitutionnelle ».

#### Débat lors de la réforme du droit du travail
Un débat spécifique est apparu dans la vie politique française sur la hiérarchie des normes lors des conflits sur les modifications en 2016 et 2017 du code du travail.
Le respect de la hiérarchie des normes vaut pour l'État : le bloc de constitutionnalité l'emporte, les lois doivent ne pas y déroger et le Conseil Constitutionnel a la charge de le vérifier. En dessous des lois on trouve les décrets et en dessous les arrêtés et ainsi de suite. La question ne peut semble-t-il pas être résolue par un simple recours à Hans Kelsen qui cherchait à théoriser d'abord le droit de l'État. Dans le droit du travail le principe « de faveur » veut qu'un accord d'entreprise ne soit pas moins favorable qu'un accord de rang supérieur. Le principe de faveur est inscrit notamment dans l'article L. 132-4 du Code du travail qui prévoit : « la convention et l'accord collectif de travail peuvent comporter des dispositions plus favorables aux salariés que celles des lois et règlements en vigueur. Ils ne peuvent déroger aux dispositions d'ordre public de ces lois et règlements ».
Mais la logique du « principe de faveur » est autre que celle qui lie, par exemple « loi » et « décret ». Et elle est complexe. Un accord de branche par exemple peut prévoir des dispositions favorables à tels travailleurs qu'il édicte ne seront valides que pour les accords d'entreprise conclus ultérieurement. Le domaine des accords de branche peut varier selon ce que dispose la loi.
Si beaucoup d'hommes politiques, syndicalistes et personnalités situés à gauche estiment, contre la loi El Khomri, qu'il y a inversion de la hiérarchie des normes et invoquent Hans Kelsen les juristes sont souvent bien plus nuancés en distinguant le droit public de l'État et le droit conventionnel. Certains juristes estiment même que la mise en avant de l'inversion de la hiérarchie des normes par les réformes de 2016 ou celles de 2017, présentée par la ministre du travail Muriel Pénicaud, du Code du travail n'est pas fondée, c'est l'opinion de Jean-Emmanuel Ray, professeur à l'Université de Paris I : « Ce terme d’inversion de la hiérarchie des normes est faux. C’est un slogan. La Constitution et la loi restent toujours au-dessus des conventions collectives. La réforme voulue par Emmanuel Macron est un nouveau positionnement entre l’accord de branche et l’accord d’entreprise. Mais la loi Fillon de mai 2004, puis El Khomri d’août 2016 avaient déjà amorcé ce changement. Si un accord majoritaire est signé, le chef d’entreprise peut déjà sortir des contraintes de la branche, par exemple pour tout ce qui touche au temps de travail ». Bien qu'il soit difficile de l'assurer étant donné la multiplicité des intervenants on peut considérer que la référence pour contester les modifications entre accords de branches et accords d'entreprises en 2016 et 2017 a plus été le fait d'hommes politiques invoquant Hans Kelsen que de juristes[réf. nécessaire].

### Québec (Canada)
En droit québécois, les auteurs de doctrine s'entendent sur le fait qu'il existe une hiérarchie des sources de droit bâtie en forme de pyramide kelsénienne.
- 1) la Constitution du Canada trône au sommet. Viennent ensuite :
- 2) la loi ;
- 3) les règlements ;
- 4) la jurisprudence ;
- 5) la doctrine;
- 6) les principes généraux de droit, puis,
- 7) la coutume.

### Suisse
En droit suisse, pour autant que l'Etat fédéral soit compétant, la pyramide des actes juridiques est la suivante :
- Droit international[13]
- Constitution fédérale
- Loi fédérale
- Ordonnance fédérale
- Droit cantonal[14]
- Droit communal

Dès lors que l'Etat fédéral n'est pas compétant dans un domaine, la pyramide des normes occulte l'échelon fédéral. Ainsi, après le droit international public, les Consitutions cantonales seront le sommet de la pyramide puis les lois cantonales suivies des règlements (ou arrêtés) cantonaux et finalement le droit communal. A noter qu'en Suisse, les directives administratives, qu'importe l'autorité qui les émet, ne seront jamais considérées comme des textes normatifs, mais pourraient être utilisées afin d'interpréter la loi au côté des autres sources d'interprétation (travaux parlementaires, doctrine juridique, droit comparé, etc.).

## Remarques
- Les normes constitutionnelles sont au sommet de la pyramide des normes, mais paradoxalement en constituent la base. En effet, une règle de droit doit être soumise à la règle hiérarchiquement supérieure lors de son entrée en vigueur. De cette façon, chaque organe de pouvoir est soumis à la norme supérieure aux normes qu'il peut créer. Ainsi, l'organe détenant le pouvoir législatif dans son œuvre de création de lois est soumis à la Constitution, le pouvoir administratif à la loi, puisque les circulaires sont en dessous de la loi dans la hiérarchie des normes. Cette situation est appelée état de droit, qui signifie que toute personne physique ou morale, publique ou privée, est soumise à la loi, à commencer par l'État lui-même.
- La primauté des normes constitutionnelles, même lorsqu'elle est reconnue et affirmée, est souvent mise en œuvre de manière limitée. Certains systèmes juridiques organisent un contrôle de constitutionnalité pouvant être appliqué par voie d'action avant la fin de la procédure législative, mais ne prévoient aucun moyen (ni par voie d'action, ni par voie d'exception) de s'opposer à l'application d'une loi inconstitutionnelle dès lors que cette loi a été promulguée. C'est notamment le cas en France, où le contrôle de constitutionnalité peut être exercé par le Conseil constitutionnel avant promulgation d'une loi, mais où il n'est pas possible, pour le justiciable, de se fonder sur la Constitution (ou sur un élément quelconque du « bloc constitutionnel ») pour s'opposer à l'application d'une loi. Cette possibilité est considérée par certains comme le seul moyen de garantir effectivement le respect des principes fondamentaux, et par d'autres comme un renforcement excessif du pouvoir du juge au détriment de celui du législateur, et comme un risque de contestation permanente de la loi. Cette situation a donné lieu en juillet 2008, après plusieurs tentatives qui n'ont pas abouti en 1990 ou encore en 1993, la mise en place du principe de la question prioritaire de constitutionnalité.
- Robespierre et Saint-Just estimaient inacceptable qu'on pût utiliser la jurisprudence dans une démocratie, celle-ci leur paraissant une interférence anormale du pouvoir judiciaire sur le législatif, et donc une atteinte au principe de séparation des pouvoirs. D'où la nécessité d'adopter des normes de valeur supérieure (comme le sont la Constitution, la loi…).[réf. nécessaire]
- La jurisprudence ayant une très grande valeur aux États-Unis, les juges (sauf ceux de la Cour suprême) y sont en conséquence élus par le peuple dans la plupart des cas, suivant les États ou les juridictions.
- Dès lors que la Constitution est jugée supérieure au droit international, des tensions internationales sont à prévoir. Ce fut le cas pour Cuba, qui déclara ne plus accepter de payer des droits d'auteur au motif que « les fruits de l'esprit devaient être la propriété de tous sans restriction ».
- La suprématie des traités ou accords internationaux sur la loi, même postérieure, a été affirmée dans l'arrêt Nicolo (CE, Ass., 20 oct 1989), abandonnant ainsi la théorie de la « loi-écran », selon laquelle les dispositions d'une loi postérieure au traité l'emportaient sur les stipulations de ce dernier (CE, 1er mars 1968, Syndicat général des fabricants de semoules de France). Le Conseil d'État a ensuite étendu la jurisprudence Nicolo au droit communautaire dérivé : supériorité sur les lois des règlements communautaires (CE, 24 septembre 1990, Boisdet), puis des directives communautaires (CE, Ass. 28 février 1992, S.A. Rothmans International France et S.A. Philip Morris France). Toutefois, la supériorité, en droit interne, de la Constitution sur les traités ou accords internationaux (et donc sa place suprême dans la hiérarchie des normes) a été réaffirmée (CE, Ass., 30 octobre 1998, Sarran et Levacher). La jurisprudence de la Cour de justice des Communautés européennes (CJCE, 9 mars 1978, Simmenthal) posait cependant le principe de la primauté des normes communautaires, originelles ou dérivées, sur toutes les normes de droit interne, donc même les constitutions nationales : pour l'heure, ce n'est pas le cas de la Constitution française.